# Plunderer
Plunderer (яп. プランダラ Великий вор Пурандара, Грабитель) — японская манга, написанная и иллюстрированная Су Минадзуки. Начала издаваться в журнале Monthly Shōnen Ace издательства Kadokawa Shoten с 26 декабря 2014 года. Премьера анимационного телесериала от Geek Toys на её основе состоялась 8 января 2020 года.
В США и Канаде манга лицензирована компанией Yen Press.

## Сюжет
Страна Альсия контролируется числами. У каждого рожденного человека есть «счёт», запечатленный на его теле. Он отражает важное для этого человека число. Это может быть что угодно: от пройденных километров до количества людей, похваливших его стряпню. Говорят, если счёт упадет до 0, то человек попадет в «бездну» и будет навечно утерян.
Счёт Хины отражает количество пройденных километров. Последние пять лет после того, как её мать была утащена в бездну, она путешествует, желая исполнить последнее желание матери — найти Легендарного Аса(человек, у которого возле счёта белая звезда). Всё резко меняется, когда Хина встретила солдат Альсии и у одного из них на щеке возле счёта увидела белую звезду, но эта звезда оказалась подделкой, чтобы заманить Хину. И когда Хине пригрозила опасность появился человек в маске и спасает Хину, его имя Лихт.
Лихт Бах (Ас скорости) — глава Легендарных Асов, герой мировой войны, закончившейся 300 лет назад.
Вместе с Хиной они начали путешествовать, пока в одном из городов не сталкиваются с демоном из «бездны» — боевым вертолётом Ми-24.
Нана, другой Ас, благодаря своей способности отправляет Хину и её товарищей — Джейла, Линн и Пеле — в прошлое, чтобы они узнали правду о мире. В прошлом они оказываются в военной академии, внешне похожей на обычную японскую школу XXI века, где учились большинство из будущих асов, а директором был Шумельман. Выясняется, что на Земле шла мировая война, остановить которую смогло только вмешательство пришельцев — упавшее на планету устройство Альтинг. Оно позволяет решать любой вопрос голосованием и с помощью некой магической силы заставляет всех следовать решению большинства. Несколько частей Альтинга, позволяющие им управлять, попали в руки разных народов. Первым же голосованием стал запрет на использование атомного оружия, что остановило войну. Но к тому моменту планета уже безвозвратно пострадала.
Нехватка продовольствия привела к новой войне, в этот раз её целью стало уменьшение населения, между которым пришлось бы делить ресурсы. Для участия в ней Шумельман в результате экспериментов создает Асов. Лихт становится первым из них и решает взять на себя уничтожение других народов, чтобы никому из его одноклассников не пришлось убивать. В ходе войны Лихт убивает очень много людей и в процессе постепенно теряет рассудок, но добывает все части Альтинга и его начальник Шумельман получает в свои руки абсолютную власть над миром. После победы во время припадка Лихт убивает своего лучшего друга, что разрушает душу Лихта и на многие годы оставляет его в кататоническом состоянии. Использовав силу Альтинга, Шумельман создаёт парящие в небе земли для избранных, где он создал новый мир без войны и летающих транспортов, стекаются оставшиеся малые ресурсы Земли. Большая часть человечества оставлена прозябать в нищете на поверхности планеты.
Вернувшись из прошлого, герои решают, что же теперь им делать с Альсией и её правительством, когда они знают, какую цену пришлось заплатить за её создание и что «бездной» является та самая поверхность, где всё ещё продолжается борьба за выживание.

## Персонажи
Лихт Бах (яп. リヒトー＝バッハ Рихито: Бахха) / Рихито Сакаи (яп. 坂井離人 Сакаи Рихито:) / Ас скорости (яп. ブリッツクリーク男爵 Буритцукурику дансяку) — главный герой сериала. Мечник с белыми волосами и красными глазами в странной маске. Глава Легендарных Асов (Красных Баронов), прославляемых героев, остановивших войну 300 лет назад.
Его счёт 5700 (57000 в истинной форме) — число людей которых он убил на войне вместо своих друзей.
Сэйю: Ёсики Накадзима
Хина (яп. 陽菜) — главная героиня истории. Её мать погибла у неё на глазах, но перед смертью сказала найти Легендарного Аса (Красного Барона). Её счет — количество километров, пройденных ею.
Сэйю: Рина Хоннидзуми
Линн Мэй (яп. リィン=メイ Риин Мэй) / Фатти (яп. リィン＝メイ Сибосхитцу) — старшина королевских вооруженных сил Алтея. Ее счетчик- это число людей, которым она помогла.
Сэйю: Ари Одзава
Пеле Попоро (яп. ペレ=ポポロ Пэрэ Попоро) / Гешпенст Церлеген (яп. ゲシュペンスト=ゼレーゲン Гэсюпэнсуто Дзэрэ:гэнGes) — сержант королевских вооруженных сил Альсии.
Сэйю: Аой Итикава
Джейл Мёрдок (яп. ジェイル=マードック Дзэйру Ма:докку) — лейтенант королевских вооруженных сил Альсии.
Сэйю: Юитиро Умэхара
Нана Баслер (яп. ナナ=バスーラ Нана Басу:ра) — привлекательный менеджер таверны. Её счет — сколько раз похвалили её еду или выпивку.
Сэйю: Сидзука Ито
Мидзука Сонохара (яп. 園原 水花 Сонохара Мидзука) / Ас преследования (яп. 追跡男爵 Цуйсэки дансяку)
Сэйю: Аой Юки

## Медиа

### Манга
Манга-версия с иллюстрациями Су Минадзуки начала публиковаться с 26 декабря 2014 года в журнале Monthly Shōnen Ace издательства Kadokawa Shoten. 8 июля 2018 года на Anime Expo Yen Press объявила, что они взялись лицензировать мангу в США и Канаде.
| №  | Японская: дата публикации | Японская: ISBN         |
| -- | ------------------------- | ---------------------- |
| 1  | 25 июля 2015              | ISBN 978-4-04-103329-6 |
| 2  | 25 июля 2015              | ISBN 978-4-04-103330-2 |
| 3  | 26 ноября 2015            | ISBN 978-4-04-103331-9 |
| 4  | 26 апреля 2016            | ISBN 978-4-04-103913-7 |
| 5  | 26 июля 2016              | ISBN 978-4-04-103914-4 |
| 6  | 26 декабря 2016           | ISBN 978-4-04-104877-1 |
| 7  | 26 мая 2017               | ISBN 978-4-04-104878-8 |
| 8  | 26 августа 2017           | ISBN 978-4-04-105995-1 |
| 9  | 26 февраля 2018           | ISBN 978-4-04-106562-4 |
| 10 | 26 июня 2018              | ISBN 978-404107048-2   |
| 11 | 26 ноября 2018            | ISBN 978-404107612-5   |
| 12 | 26 марта 2019             | ISBN 978-404107613-2   |
| 13 | 26 июля 2019              | ISBN 978-404108694-0   |

### Аниме
18 февраля 2019 года издатель Kadokawa объявил об адаптации манги в виде аниме-сериала, премьера экранизации была запланирована на 6 января 2020 года. Позднее эта новость была подтверждена самим Су Минадзуки. Производством займётся аниме-студия Geek Toys под контролем режиссёра Хироюки Камбэ по сценарию Масаси Судзуки, а за дизайн персонажей отвечают Юка Такасина, Юки Фукути и Хироки Фукуда, за музыкальные партии отвечает Дзюнъити Мацумото. Сериал изначально запланирован на два сезона (кура) и 24 серии.
Funimation приобрела права на экранизацию для трансляции и показа на сервисе FunimationNow в англоязычных регионах и на AnimeLab в Австралии и Новой Зеландии. Премьера первых двух серий аниме от лицензиата Funimation на YouTube состоялась в Великобритании, Ирландии, Австралии и Новой Зеландии 8 декабря 2019 года.
| Список серий | Список серий                                                                    | Список серий         |
| № серии      | Название                                                                        | Трансляция в Японии  |
| ------------ | ------------------------------------------------------------------------------- | -------------------- |
| 1            | Легендарный ас «Денсэцу но Гэкицуи-о:» (伝説の撃墜王)                           | 6 января 2020 года   |
| 2            | Ненавижу! «Дайккирай!» (だいっきらい！)                                         | 13 января 2020 года  |
| 3            | У меня просто форма такая «Сэйфуку дакара сикатанай» (制服だから仕方ない)       | 29 января 2020 года  |
| 4            | Держатель «Вотума» «Баротто Хоруда:» (違法所持者)                               | 29 января 2020 года  |
| 5            | Не извиняйся, извинись «Аямаруна, аямарэ» (謝るな、謝れ)                        | 5 февраля 2020 года  |
| 6            | Чутьё «Кан» (勘)                                                                | 12 февраля 2020 года |
| 7            | Было вкусно «Умакаттаё» (美味かったよ)                                          | 19 февраля 2020 года |
| 8            | Дьявол из Бездны «Абису но Акума» (アビスの悪魔)                                | 26 февраля 2020 года |
| 9            | Грабитель «Пурандара» (プランダラ)                                              | 4 марта 2020 года    |
| 10           | Всерьёз «Хонки» (本気)                                                          | 11 марта 2020 года   |
| 11           | Козырь в рукаве «Тоттэоки» (とっておき)                                         | 18 марта 2020 года   |
| 12           | Церемония зачисления «Ню:ко:сики» (入校式)                                      | 1 апреля 2020 года   |
| 13           | Полный живот «Haraippai» (腹いっぱい)                                           | 8 апреля 2020 года   |
| 14           | Семь минут двенадцать секунд «Нана фун дзю:ни бё:» (7分12秒)                    | 15 апреля 2020 года  |
| 15           | Неубивающее войско «Коросанай гунтай» (殺さない軍隊)                            | 22 апреля 2020 года  |
| 16           | Война на опустошение «Хайкибуцусёри но Тамэ но Сэнсо:» (廃棄物処理のための戦争) | 29 апреля 2020 года  |
| 17           | Ас скорости «Сэнгэки но Гэкицуи-о:» (閃撃の撃墜王)                              | 6 мая 2020 года      |
| 18           | Рождение Альсии «Арусиа тандзё:» (アルシア誕生)                                 | 13 мая 2020 года     |
| 19           | Измена «Уваки» (浮気)                                                           | 20 мая 2020 года     |
| 20           | Дождь «Амэ» (雨)                                                                | 27 мая 2020 года     |
| 21           | Отец «Титиоя» (父親)                                                            | 3 июня 2020 года     |
| 22           | Обещание «Якусоку» (約束)                                                       | 10 июня 2020 года    |
| 23           | Нет прощения! «Юрусанай» (許さない)                                             | 17 июня 2020 года    |
| 24           | Мой Легендарный ас «Ватаси но гэкицуио:» (私の撃墜王)                           | 24 июня 2020 года    |

## Критика
Подводя итоги зимнего сезона 2020 года сразу несколько критиков Anime News Network назвали первые серии аниме — самой худшей премьерой сезона, отмечая неудачный юмор и перешедшего грань извращенного главного героя.

## Примечание
1. ↑  Названия серий на русском языке представлены по версии Wakanim.

1. ↑  Rozen Maiden's Peach-Pit, Heaven's Lost Property's Minazuki Launch New Manga. Anime News Network (22 октября 2014). Дата обращения: 18 февраля 2018. Архивировано 23 августа 2020 года.
2. ↑  Oreimo's Hiroyuki Kanbe Directs TV Anime of Suu Minazuki's Plunderer Manga (англ.). Anime News Network (21 марта 2019). Дата обращения: 21 марта 2019. Архивировано 7 ноября 2020 года.
3. ↑  Plunderer Manga by Heaven's Lost Property's Suu Minazuki Gets Anime (англ.). Anime News Network (18 февраля 2018). Дата обращения: 18 февраля 2018. Архивировано 3 декабря 2019 года.
4. ↑  Richard Eisenbeis. Plunderer - Episode 8 (англ.). Anime News Network (27 февраля 2020). Дата обращения: 7 июля 2020. Архивировано 4 марта 2020 года.
5. ↑  プランダラ (1). en:Plunderer (1) (яп.). Kadokawa Shoten. Дата обращения: 18 февраля 2018. Архивировано 19 февраля 2018 года.
6. ↑  プランダラ (2). en:Plunderer (2) (яп.). Kadokawa Shoten. Дата обращения: 18 февраля 2018. Архивировано 19 февраля 2018 года.
7. ↑  プランダラ (3). en:Plunderer (3) (яп.). Kadokawa Shoten. Дата обращения: 18 февраля 2018. Архивировано 19 февраля 2018 года.
8. ↑  プランダラ (4). en:Plunderer (4) (яп.). Kadokawa Shoten. Дата обращения: 18 февраля 2018. Архивировано 19 февраля 2018 года.
9. ↑  プランダラ (5). en:Plunderer (5) (яп.). Kadokawa Shoten. Дата обращения: 18 февраля 2018. Архивировано 19 февраля 2018 года.
10. ↑  プランダラ (6). en:Plunderer (6) (яп.). Kadokawa Shoten. Дата обращения: 18 февраля 2018. Архивировано 19 февраля 2018 года.
11. ↑  プランダラ (7). en:=Plunderer (7) (яп.). Kadokawa Shoten. Дата обращения: 18 февраля 2018. Архивировано 19 февраля 2018 года.
12. ↑  プランダラ (8). en:=Plunderer (8) (яп.). Kadokawa Shoten. Дата обращения: 18 февраля 2018. Архивировано 19 февраля 2018 года.
13. ↑  プランダラ (9). en:Plunderer (9) (яп.). Kadokawa Shoten. Дата обращения: 18 февраля 2018. Архивировано 19 февраля 2018 года.
14. ↑  プランダラ (10). en:Plunderer (10) (яп.). Kadokawa Shoten. Дата обращения: 22 ноября 2018. Архивировано 11 августа 2020 года.
15. ↑  プランダラ (11). en:Plunderer (11) (яп.). Kadokawa Shoten. Дата обращения: 22 ноября 2018. Архивировано 9 июля 2019 года.
16. ↑  プランダラ (12). en:Plunderer (12) (яп.). Kadokawa Shoten. Дата обращения: 9 июля 2018. Архивировано 9 июля 2019 года.
17. ↑  プランダラ (13). en:Plunderer (13) (яп.). Kadokawa Shoten. Дата обращения: 9 июля 2018. Архивировано 23 сентября 2019 года.
18. ↑  Plunderer Anime's 1st Video Reveals Cast, More Staff, January 2020 Premiere (англ.). Anime News Network (4 июля 2019). Дата обращения: 5 июля 2019. Архивировано 1 ноября 2019 года.
19. ↑  Plunderer Anime's Video Highlights Jail Murdoch, Nana (англ.). Anime News Network (17 ноября 2019). Дата обращения: 26 ноября 2019. Архивировано 18 ноября 2019 года.
20. ↑  Plunderer Anime Runs for 24 Episodes (англ.). Anime News Network (7 января 2020). Дата обращения: 7 января 2020. Архивировано 23 августа 2020 года.
21. ↑  The Best (And Worst) Anime of Winter 2020 (англ.). Anime News Network (31 марта 2020). Дата обращения: 13 июня 2020. Архивировано 20 октября 2020 года.